# 6 Ore del Fuji 2022
La 6 Ore del Fuji 2022 è un evento di corsa di auto sportive di durata che si è tenuto l'11 settembre 2022 preso il Circuito del Fuji, quinto round della stagione 2022 del WEC. L'edizione del 2022 è la 18° nella storia del evento e la nona edizione valida per il Campionato del mondo endurance dopo che è stata cancellata nel 2020 e nel 2021 a causa della Pandemia di COVID-19.

## Elenco iscritti
Il team Glickenhaus Racing inscritto alla classe Hypercar non partecipa al evento. Nelle classe LMP2, René Rast, Nico Müller saltano la corsa preferendo l'impegno con Audi nel Deutsche Tourenwagen Masters. Il primo viene sostituito dal campione incarica del GT World Challenge Europe, Dries Vanthoor,mentre Müller viene sostituito da Renger van der Zande. Anche Nick Cassidy pilota della Ferrari nella classe LMGTE Am non sarà presente al evento sempre per l'impegno nel DTM, il neozelandese viene sostituito del italiano Davide Rigon.
Di seguito l'elenco dei partecipanti:
| No. | Squadra               | Auto                | Pneumatici | Pilota 1         | Pilota 2         | Pilota 3           |
| --- | --------------------- | ------------------- | ---------- | ---------------- | ---------------- | ------------------ |
| 7   | Toyota Gazoo Racing   | Toyota GR010 Hybrid | M          | Mike Conway      | Kamui Kobayashi  | José María López   |
| 8   | Toyota Gazoo Racing   | Toyota GR010 Hybrid | M          | Sébastien Buemi  | Brendon Hartley  | Ryō Hirakawa       |
| 36  | Alpine Elf Matmut     | Alpine A480         | M          | Nicolas Lapierre | André Negrão     | Matthieu Vaxivière |
| 93  | Peugeot TotalEnergies | Peugeot 9X8         | M          | Paul di Resta    | Jean-Éric Vergne | Mikkel Jensen      |
| 94  | Peugeot TotalEnergies | Peugeot 9X8         | M          | James Rossiter   | Gustavo Menezes  | Loïc Duval         |

| No. | Squadra                   | Auto            | Pneumatici | Pilota 1               | Pilota 2          | Pilota 3             |
| --- | ------------------------- | --------------- | ---------- | ---------------------- | ----------------- | -------------------- |
| 1   | Richard Mille Racing Team | Oreca 07-Gibson | G          | Charles Milesi         | Lilou Wadoux      | Paul-Loup Chatin     |
| 9   | Prema Orlen Team          | Oreca 07-Gibson | G          | Robert Kubica          | Louis Delétraz    | Lorenzo Colombo      |
| 10  | Vector Sport              | Oreca 07-Gibson | G          | Sébastien Bourdais     | Ryan Cullen       | Renger van der Zande |
| 22  | United Autosports         | Oreca 07-Gibson | G          | Filipe Albuquerque     | Philip Hanson     | Will Owen            |
| 23  | United Autosports         | Oreca 07-Gibson | G          | Alex Lynn              | Oliver Jarvis     | Josh Pierson         |
| 28  | Jota Sport                | Oreca 07-Gibson | G          | Jonathan Aberdein      | Ed Jones          | Oliver Rasmussen     |
| 31  | Team WRT                  | Oreca 07-Gibson | G          | Robin Frijns           | Sean Gelael       | Dries Vanthoor       |
| 34  | Inter Europol Competition | Oreca 07-Gibson | G          | Alex Brundle           | Jakub Śmiechowski | Esteban Gutiérrez    |
| 35  | Ultimate                  | Oreca 07-Gibson | G          | Jean-Baptiste Lahaye   | François Heriau   | Matthieu Lahaye      |
| 38  | Jota Sport                | Oreca 07-Gibson | G          | António Félix da Costa | Roberto González  | Will Stevens         |
| 41  | RealTeam by WRT           | Oreca 07-Gibson | G          | Rui Andrade            | Norman Nato       | Ferdinand Habsburg   |
| 45  | Algarve Pro Racing        | Oreca 07-Gibson | G          | James Allen            | René Binder       | Steven Thomas        |
| 83  | AF Corse                  | Oreca 07-Gibson | G          | Nicklas Nielsen        | François Perrodo  | Alessio Rovera       |

| No. | Squadra         | Auto                    | Pneumatici | Pilota 1            | Pilota 2              |
| --- | --------------- | ----------------------- | ---------- | ------------------- | --------------------- |
| 51  | AF Corse        | Ferrari 488 GTE Evo     | M          | James Calado        | Alessandro Pier Guidi |
| 52  | AF Corse        | Ferrari 488 GTE Evo     | M          | Antonio Fuoco       | Miguel Molina         |
| 64  | Corvette Racing | Chevrolet Corvette C8.R | M          | Tommy Milner        | Nick Tandy            |
| 91  | Porsche GT Team | Porsche 911 RSR-19      | M          | Gianmaria Bruni     | Frédéric Makowiecki   |
| 92  | Porsche GT Team | Porsche 911 RSR-19      | M          | Michael Christensen | Kévin Estre           |

| No. | Squadra               | Auto                     | Pneumatici | Pilota 1          | Pilota 2              | Pilota 3           |
| --- | --------------------- | ------------------------ | ---------- | ----------------- | --------------------- | ------------------ |
| 21  | AF Corse              | Ferrari 488 GTE Evo      | M          | Simon Mann        | Christoph Ulrich      | Toni Vilander      |
| 33  | TF Sport              | Aston Martin Vantage AMR | M          | Ben Keating       | Henrique Chaves       | Marco Sørensen     |
| 46  | Team Project 1        | Porsche 911 RSR-19       | M          | Matteo Cairoli    | Nicolas Leutwiler     | Mikkel O. Pedersen |
| 54  | AF Corse              | Ferrari 488 GTE Evo      | M          | Davide Rigon      | Francesco Castellacci | Thomas Flohr       |
| 56  | Team Project 1        | Porsche 911 RSR-19       | M          | Ben Barnicoat     | Brendan Iribe         | Ollie Millroy      |
| 60  | Iron Lynx             | Ferrari 488 GTE Evo      | M          | Alessandro Balzan | Raffaele Giammaria    | Claudio Schiavoni  |
| 71  | Spirit of Race        | Ferrari 488 GTE Evo      | M          | Gabriel Aubry     | Franck Dezoteux       | Pierre Ragues      |
| 77  | Dempsey-Proton Racing | Porsche 911 RSR-19       | M          | Sebastian Priaulx | Christian Ried        | Harry Tincknell    |
| 85  | Iron Dames            | Ferrari 488 GTE Evo      | M          | Sarah Bovy        | Rahel Frey            | Michelle Gatting   |
| 86  | GR Racing             | Porsche 911 RSR-19       | M          | Ben Barker        | Ricardo Pera          | Michael Wainwright |
| 88  | Dempsey-Proton Racing | Porsche 911 RSR-19       | M          | Jan Heylen        | Patrick Lindsey       | Fred Poordad       |
| 98  | Northwest AMR         | Aston Martin Vantage AMR | M          | Paul Dalla Lana   | David Pittard         | Nicki Thiim        |
| 777 | D'station Racing      | Aston Martin Vantage AMR | M          | Charlie Fagg      | Tomonobu Fujii        | Satoshi Hoshino    |

## Prove Libere

### Prove Libere 1
| #  | Squadra             | Categoria | Auto                | Tempo    |
| -- | ------------------- | --------- | ------------------- | -------- |
| 8  | Toyota Gazoo Racing | Hypercar  | Toyota GR010 Hybrid | 1'31"171 |
| 83 | AF Corse            | LMP2      | Oreca 07-Gibson     | 1'32"624 |
| 51 | AF Corse            | LMGTE Pro | Ferrari 488 GTE Evo | 1'37"723 |
| 46 | Team Project 1      | LMGTE Am  | Porsche 911 RSR-19  | 1'39"064 |

### Prove Libere 2
| #  | Squadra             | Categoria | Auto                | Tempo    |
| -- | ------------------- | --------- | ------------------- | -------- |
| 7  | Toyota Gazoo Racing | Hypercar  | Toyota GR010 Hybrid | 1'29"948 |
| 38 | Jota Sport          | LMP2      | Oreca 07-Gibson     | 1'32"351 |
| 51 | AF Corse            | LMGTE Pro | Ferrari 488 GTE Evo | 1'37"682 |
| 85 | Iron Dames          | LMGTE Am  | Ferrari 488 GTE Evo | 1'39"170 |

### Prove Libere 3
| #  | Squadra             | Categoria | Auto                | Tempo    |
| -- | ------------------- | --------- | ------------------- | -------- |
| 8  | Toyota Gazoo Racing | Hypercar  | Toyota GR010 Hybrid | 1'29"865 |
| 38 | Jota Sport          | LMP2      | Oreca 07-Gibson     | 1'31"822 |
| 91 | Porsche GT Team     | LMGTE Pro | Porsche 911 RSR-19  | 1'36"883 |
| 56 | Team Project 1      | LMGTE Am  | Porsche 911 RSR-19  | 1'38"801 |

## Qualifiche
I vincitori della pole position in ogni classe sono contrassegnati in grassetto.
| Pos | #  | Team                | Classe    | Qualifica |
| --- | -- | ------------------- | --------- | --------- |
| 1   | 7  | Toyota Gazoo Racing | Hypercar  | 1'29"234  |
| 6   | 38 | Jota Sport          | LMP2      | 1'31"649  |
| 20  | 92 | Porsche GT Team     | LMGTE Pro | 1'36"371  |
| 26  | 33 | TF Sport            | LMGTE Am  | 1'39"309  |

## Risultati di gara
Di seguito l'ordine di arrivo:
| Pos. | No. | Classe    | Team                      | Auto                     | Giri |
| ---- | --- | --------- | ------------------------- | ------------------------ | ---- |
| 1    | #8  | Hypercar  | Toyota Gazoo Racing       | Toyota GR010 Hybrid      | 232  |
| 2    | #7  | Hypercar  | Toyota Gazoo Racing       | Toyota GR010 Hybrid      | 232  |
| 3    | 36  | Hypercar  | Alpine Elf Matmut         | Alpine A480              | 230  |
| 4    | #93 | Hypercar  | Peugeot Sport             | Peugeot 9X8              | 225  |
| 5    | #31 | LMP2      | Team WRT                  | Oreca 07-Gibson          | 225  |
| 6    | #38 | LMP2      | Jota Sport                | Oreca 07-Gibson          | 224  |
| 7    | #28 | LMP2      | Jota Sport                | Oreca 07-Gibson          | 224  |
| 8    | #41 | LMP2      | RealTeam by WRT           | Oreca 07-Gibson          | 224  |
| 9    | #23 | LMP2      | United Autosports         | Oreca 07-Gibson          | 224  |
| 10   | #9  | LMP2      | Prema Orlen Team          | Oreca 07-Gibson          | 224  |
| 11   | #22 | LMP2      | United Autosports         | Oreca 07-Gibson          | 224  |
| 12   | #1  | LMP2      | Richard Mille Racing Team | Oreca 07-Gibson          | 223  |
| 13   | #10 | LMP2      | Vector Sport              | Oreca 07-Gibson          | 223  |
| 14   | #83 | LMP2      | AF Corse                  | Oreca 07-Gibson          | 223  |
| 15   | #34 | LMP2      | Inter Europol Competition | Oreca 07-Gibson          | 222  |
| 16   | #35 | LMP2      | Ultimate                  | Oreca 07-Gibson          | 221  |
| 17   | #51 | LMGTE Pro | AF Corse                  | Ferrari 488 GTE Evo      | 217  |
| 18   | #52 | LMGTE Pro | AF Corse                  | Ferrari 488 GTE Evo      | 217  |
| 19   | #92 | LMGTE Pro | Porsche GT Team           | Porsche 911 RSR-19       | 217  |
| 20   | #94 | Hypercar  | Peugeot Sport             | Peugeot 9X8              | 217  |
| 21   | #91 | LMGTE Pro | Porsche GT Team           | Porsche 911 RSR-19       | 216  |
| 22   | #64 | LMGTE Pro | Corvette Racing           | Chevrolet Corvette C8.R  | 215  |
| 23   | #33 | LMGTE Am  | TF Sport                  | Aston Martin Vantage AMR | 213  |
| 24   | #85 | LMGTE Am  | Iron Dames                | Ferrari 488 GTE Evo      | 212  |
| 25   | #77 | LMGTE Am  | D'station Racing          | Aston Martin Vantage AMR | 212  |
| 26   | #54 | LMGTE Am  | AF Corse                  | Ferrari 488 GTE Evo      | 212  |
| 27   | #98 | LMGTE Am  | Northwest AMR             | Aston Martin Vantage AMR | 212  |
| 28   | #46 | LMGTE Am  | Team Project 1            | Porsche 911 RSR-19       | 211  |
| 29   | #71 | LMGTE Am  | Spirit of Race            | Ferrari 488 GTE Evo      | 211  |
| 30   | #56 | LMGTE Am  | Team Project 1            | Porsche 911 RSR-19       | 211  |
| 31   | #88 | LMGTE Am  | Dempsey-Proton Racing     | Porsche 911 RSR-19       | 211  |
| 32   | #21 | LMGTE Am  | AF Corse                  | Ferrari 488 GTE Evo      | 211  |
| 33   | #60 | LMGTE Am  | Iron Lynx                 | Ferrari 488 GTE Evo      | 211  |
| 34   | #45 | LMP2      | Algarve Pro Racing        | Oreca 07-Gibson          | 199  |
| 35   | #86 | LMGTE Am  | GR Racing                 | Porsche 911 RSR-19       | 193  |
| 36   | #77 | LMGTE Am  | Dempsey-Proton Racing     | Porsche 911 RSR-19       | 128  |